# Manos Hadjidakis
Manos Hadjidakis (grekiska: Μάνος Χατζιδάκις), född 23 oktober 1925 i Xanthi, Grekland, död 15 juni 1994, var en grekisk kompositör. 
Hadjidakis har belönats med en Oscar för bästa sång (1960) för sin sång Never on Sunday från filmen med samma namn.
För svensk publik är han även känd för musiken till den amerikanska filmen Topkapi  från 1964, med Melina Mercouri, Maximilian Schell och Peter Ustinov.